# Asterella elegans
Asterella elegans är en bladmossart som först beskrevs av Spreng., och fick sitt nu gällande namn av Vittore Benedetto Antonio Trevisan de Saint-Léon. Asterella elegans ingår i släktet skägglungmossor, och familjen Aytoniaceae. Inga underarter finns listade i Catalogue of Life.